# Agenor Gołuchowski mladší
Agenor Maria Adam hrabě Gołuchowski-Gołuchowo (25. března 1849 Lvov – 28. března 1921 Lvov) byl rakousko-uherský diplomat a politik polského původu z Haliče. Od mládí působil v diplomatických službách, v nižších funkcích strávil řadu let v Berlíně a Paříži. V letech 1887–1894 byl rakousko-uherským vyslancem v Rumunsku a nakonec v letech 1895–1906 dlouholetým ministrem zahraničí Rakouska-Uherska. Od mládí se současně uplatňoval v politice jako člen Panské sněmovny, kde zůstal aktivní až do konce první světové války. Byl rytířem prestižního Řádu zlatého rouna a díky dlouholeté diplomatické službě také nositelem řady zahraničních vyznamenání. 

## Biografie

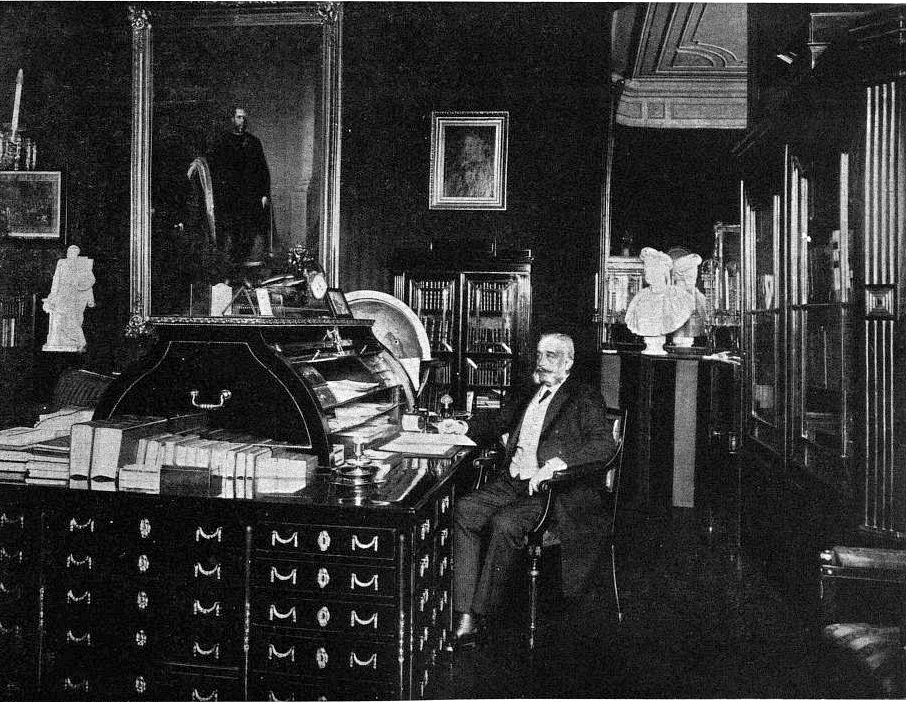
Hrabě Agenor Gołuchowski ve své pracovně na ministerstvu zahraničí (1901)

Pocházel ze staré polské šlechtické rodiny připomínané od 15. století, po připojení Haliče k habsburské monarchii jim byl přiznán hraběcí titul (1783). Jeho otec Agenor Gołuchowski starší (1812–1875) byl významným rakouským politikem a dlouholetým místodržitelem v Haliči. Agenor Gołuchowski mladší studoval distančně gymnázium v rodném Lvově, poté pokračoval ve studiích práv na univerzitě ve Lvově a vídeňské univerzitě. Díky svému nadání pro jazyky vstoupil v roce 1870 do diplomatických služeb. V letech 1871–1874 působil jako attaché v Berlíně, roky 1874–1878 strávil jako legační sekretář v Paříži. Během okupace Bosny a Hercegoviny v roce 1878 byl povolán jako dvorní sekretář na ministerstvo zahraničí do Vídně. Od roku 1879 působil znovu v Paříži, kde od roku 1883 zastával funkci velvyslaneckého rady. Ačkoliv byl založením konzervativec, atmosféru Paříže si oblíbil a také se zde oženil. V letech 1887–1894 byl rakousko-uherským vyslancem v Bukurešti. Roku 1893 se vrátil na rodný statek v Haliči.

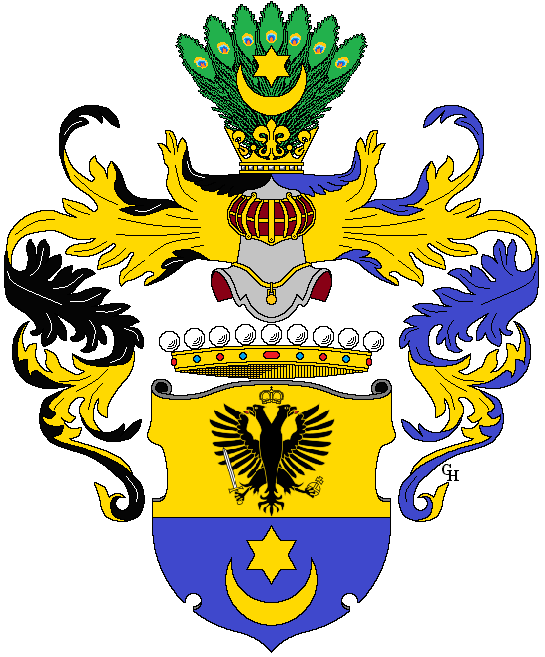
Erb rodu Gołuchowskich

Od 15. května 1895 do 24. října 1906 byl ministrem zahraničí Rakouska-Uherska, tedy šéfem rakousko-uherské diplomacie a zároveň z titulu této funkce i předsedou ministerské rady pro společné záležitosti (nominálním ministerským předsedou Rakouska-Uherska). Ovšem po rakousko-uherském vyrovnání nehrál tento post skutečnou roli předsedy exekutivy, kterou vykonávaly samostatné předlitavské a uherské vlády. Do funkce ministra zahraničí (respektive ministra c. k. domu a zahraničních věcí) byl povolán po nucené rezignaci předchůdce Gustava Kálnokyho v důsledku konfliktu s uherským ministerským předsedou Bánffym. V krátkém období od 14. července do 24. července 1903 působil také dočasně jako společný ministr financí Rakouska-Uherska, coby provizorně pověřený šéf resortu.
Jako ministr zahraničí řešil Haagské úmluvy z roku 1899, zabýval se opakovanými krizemi na Balkánu (turecko-řecká válka o Krétu z roku 1897, převrat v Srbsku roku 1903 či následná celní prasečí válka mezi Rakouskem-Uherskem a Srbskem). Za jeho funkčního období proběhlo též jisté sblížení Rakouska-Uherska s Ruskou říší (návštěva císaře v Petrohradě roku 1897 a Mürzstegská konference počátkem století otevírající cestu s dohodě obou velmocí ohledně Makedonie). Historik Otto Urban hodnotí Gołuchowského působení na pozici ministra jako nevzrušivou éru, kterou dává do protikladu k turbulencím následujícího období Aloise Lexy z Aehrenthalu. Během svého dlouhého funkčního období se Gołuchowski snažil udržovat status quo v zahraniční politice, jako první Slovan ve vysoké funkci současně vystupoval aktivně v politice jako zastánce Poláků.
Z funkce ministra zahraničí odstoupil v říjnu 1906 po setrvalé kritice maďarského tisku a uherských poslanců. Císař František Josef se svého oblíbeného nekonfliktního ministra snažil udržet ve funkci a učinil kroky k utlumení uherských výpadů, nakonec ale k datu 21. října 1906 Goluchowského rezignaci přijal. Zvažovanými kandidáty na funkci ministra zahraničí byli bývalý velvyslanec ve Francii hrabě Rudolf Khevenhüller-Metsch, princ František z Lichtenštejna nebo velvyslanec v Británii hrabě Albert Mensdorff. Na Goluchowského doporučení se novým ministrem zahraničí stal Alois Lexa von Aehrenthal, který svou povahou a ambicemi vyhovoval tzv. válečné straně reprezentované následníkem trůnu Františkem Ferdinandem a novým náčelníkem generálního štábu Franzem Conradem. Po odchodu z ministerské funkce vedl Gołuchowski Polský klub v Panské sněmovně. I během první světové války zůstal přesvědčeným austrofilem a budoucnost polského národa viděl v rámci monarchie.

## Tituly a ocenění
Po otci se v roce 1875 stal dědičným členem rakouské Panské sněmovny. V roce 1878 byl jmenován c. k. komořím a jako ministr obdržel v roce 1895 titul c. k. tajného rady s nárokem na oslovení Excelence. Během své diplomatické služby a jako dlouholetý ministr zahraničí získal řadu ocenění v Rakousku-Uhersku i v zahraničí. V roce 1896 byl jmenován rytířem prestižního Řádu zlatého rouna. Mimo jiné byl také čestným rytířem Maltézského řádu a získal čestné občanství v Krakově.

### Rakousko-Uhersko
- velkokříž Královského uherského řádu svatého Štěpána (1897, s brilianty 1906)
- Řád zlatého rouna (1896)
- Řád železné koruny I. třídy (1893)
- komturský kříž Řádu Františka Josefa (1883)
- Řád železné koruny II. třídy (1878)

### Zahraničí
- Řád černé orlice s brilianty (Německo)
- velkokříž Viktoriina řádu (Spojené království)
- komandér Řádu čestné legie (Francie)
- rytířský kříž Řádu svatého Ondřeje (Rusko)
- rytířský kříž Řádu svatého Alexandra Něvského (Rusko)
- velkokříž Řádu Karla III. (Španělsko)
- velkokříž Leopoldova řádu (Belgie)
- velkokříž Řádu Spasitele (Řecko)
- Řád rumunské koruny (Rumunsko)
- Řád rumunské hvězdy (Rumunsko)
- velkokříž Řádu svatého Řehoře Velikého (Papežský stát)
- Konstantinův řád svatého Jiří (Itálie)
- Řád zvěstování (Itálie)
- Řád Serafínů (Švédsko)
- velkokříž Řádu württemberské koruny (Württembersko)
- Řád bílého orla I. třídy (Srbské království)
- Řád sv. Alexandra (Bulharsko)
- Řád knížete Danila I. I. třídy (Černá Hora)
- Řád routové koruny (Sasko)
- Řád bílého sokola
- Řád svatého Huberta (Bavorsko)
- Řád dvojitého draka (Čína)
- Řád vycházejícího slunce I. třídy (Japonsko)
- velkokříž Řádu bílého slona (Siam)
- velkokříž Řádu svatého Josefa (Toskánsko)
- Řád koruny IV. třídy (Německo)
- Domácí řád vendické koruny (Meklenbursko)

## Rodina
Během svého dlouholetého diplomatického působení ve Francii se 3. června 1885 v Paříži oženil s princeznou Annou Muratovou (1863–1940), která pocházela z napoleonské šlechty, byla dcerou Joachima Murata, 4. knížete Murata (1834–1879), po otci byla pravnučkou maršála Joachima Murata, po matce pravnučkou maršála Louise Berthiera. Anne byla později c. k. palácovou dámou, dámou Řádu hvězdového kříže a čestnou dámou Maltézského řádu. Z manželství se narodili synové Agenor (1886–1956), Adalbert (Wojcziech) (1888–1960) a Karol (1892–1968), všichni tři za první světové války sloužili jako důstojníci v c. k. armádě. Agenor a Wojcziech byli v době druhé polské republiky aktivní v politice a zasedali v polském Sejmu a Senátu. 